# 밀 (종)
밀(Triticum aestivum)은 가장 많이 재배되는 밀속의 종으로 보통밀(普通-)이나 빵밀이라고도 한다.

## 품종
- 앉은뱅이밀